# Kaspars Gorkšs
Kaspars Gorkšs (* 6. November 1981 in Riga) ist ein ehemaliger lettischer Fußballspieler.

## Karriere

### Im Verein
Kaspars Gorkšs wurde 1981 in Riga geboren und begann seine Karriere beim lokalen Verein FK Auda. Bis 2002 brachte er es dort auf 77 Ligaspiele und neun Tore, bis er im Dezember nach Schweden zu Östers IF wechselte. Nach 32 Spielen und einem Torerfolg wechselte er im Januar 2005 zum Ligakonkurrenten Assyriska Föreningen. Doch nach nur einer Saison kehrte er in sein Heimatland zurück, zum Meisterschaftsdritten aus dem Vorjahr FK Ventspils. Mit fünf Toren in der Saison schaffte er mit dem Team den Gewinn der Virslīga 2006. In der Saison 2006/07 spielte er im UEFA-Pokal gegen den englischen Klub Newcastle United und verlor mit 0:1.
Am 1. Januar 2007 wurde der Wechsel von Gorkšs zum FC Blackpool bekannt. Nach zehn Einsätzen bis zum Ende der Saison, wurde er in der Saison 2007/08 im August ins „Team of the Week“ der Football League Championship gewählt. Acht Tage später verhalf er seiner Mannschaft im League Cup zum Erreichen der nächsten Runde gegen Derby County. Nachdem County in der ersten Halbzeit durch einen Treffer von Mo Camara in Führung gegangen war, glich Gorkšs kurz vor Schluss aus und rettete sein Team in die Verlängerung. Auch dort ging Derby County wieder in Führung, bis wiederum Gorkšs in der 120. Minute ausglich. Am Ende gewann Blackpool mit 7:6 nach Elfmeterschießen. In der ersten Oktoberwoche gehörte er wieder zum „Team of the Week“. Sein erstes Ligaspieltor erzielte er am 10. November beim 1:0-Sieg über Scunthorpe United. Im Dezember gehörte er zur engeren Wahl für die Auszeichnung des „lettischen Fußballer des Jahres“, doch diese ging an den Rekordnationalspieler Vitālijs Astafjevs von Skonto Riga. Am 25. Februar 2008 und am 10. März wurde er mal wieder ins „Team of the Week“ gewählt. Anfang Mai wurde er von den Fans zum „Player of the Year“ gewählt und am folgenden Tag nahm er die Option für eine einjährige Vertragsverlängerung wahr. Nach einer guten Saison und vielen Einsätzen wurden Gerüchte über einen Wechsel zu den Glasgow Rangers bekannt oder zu anderen englischen Vereinen wie dem FC Burnley, Crystal Palace, Preston North End oder dem FC Watford. Am 28. Mai stand er angeblich kurz vor einem Tauschgeschäft mit Wes Hoolahan zu Norwich City.
Am 12. Juni gaben die Queens Park Rangers bekannt, dass sie Kaspars Gorkšs ein Vertragsangebot unterbreitet hätten. Am 17. Juni gab der FC Blackpool ein Statement dazu ab, dass sie die Queens Park Rangers bei der FA und der Football League gemeldet, da sie eine illegale Vorgehensweise bei dem Angebot vermuteten. Blackpool's Trainer Simon Grayson sagte in einem Interview, dass der Verein seine Interessen beschütze und die Aktion der QPR nicht legal gewesen sei.
Am 4. Juli wurde fälschlicherweise berichtet, dass Gorkšs einen Vertrag bei den „Rangers“ unterschrieben habe. QPR schrieben auf ihrer offiziellen Webseite, dass sie vom FC Blackpool eine Erlaubnis für Vertragsgespräche bekommen haben. Doch dessen Präsident Karl Oyston stritt dies in einem Interview ab und war enttäuscht, wie die Queens Park Rangers ihre Geschäfte abwickeln wollen. Später entfernten die „Rangers“ den Artikel wieder von ihrer Website.
Am 28. Juli wechselte er schließlich nach langen Gesprächen für eine Ablösesumme von 250.000 Pfund zu den Queens Park Rangers. Des Weiteren wechselte Daniel Nardiello zu Blackpool und Zeshan Rehman wurde für ein Jahr verliehen. Sein Debüt gab er am 9. August beim 2:1-Heimsieg über den FC Barnsley. Sein erstes Saisontor erzielte er erst in der Saison 2009/10 am 7. November 2009 bei einem 2:1-Auswärtssieg bei Sheffield Wednesday. Im September 2010 verlängerte er seinen Vertrag um zwei Jahre. Mit den Rangers schaffte er in der Saison 2010/11 den Aufstieg in die Premier League, doch nach 114 Ligaspielen und sechs Toren verließ er den Verein.
Am 24. August 2011 unterzeichnete er einen Dreijahresvertrag beim FC Reading. Sein Debüt im Reading-Trikot absolvierte er drei Tage später bei der 0:1-Auswärtsniederlage bei Hull City. Er absolvierte 42 Ligaspiele für Reading und gewann mit seiner Mannschaft die Football League Championship 2011/12.
Im Februar 2013 wurde Gorkšs bis Juli 2013 an die Wolverhampton Wanderers ausgeliehen. Nach 15 Ligaspielen kehrte er zu Reading zurück und verbrachte noch eine Spielzeit dort (25 Spiele/3 Tore), ehe er zur Saison 2014/15 zu Colchester United wechselte. Nachdem er dort bis zur Winterpause nur in sieben Spielen zum Einsatz gekommen war, wechselte Gorkšs im Januar 2015 zum griechischen Erstligisten Ergotelis.

### Nationalmannschaft
Gorkšs war schon für die U-21-Nationalmannschaft Lettlands aktiv. Sein Debüt für die A-Nationalmannschaft gab er am 24. Dezember 2005 gegen Thailand bei der 36. Austragung des King’s Cup. Am 11. Oktober 2006 debütierte er in der Qualifikation für die Fußball-Europameisterschaft 2008, als er beim Spiel gegen Nordirland in der zweiten Halbzeit für Māris Smirnovs aufs Feld kam. Im Februar nahm er mit dem Nationalteam an einem Fußballturnier in Zypern teil. Im Halbfinale spielte er bei der 0:2-Niederlage gegen Bulgarien über die volle Distanz. Am folgenden Tag ging auch das Spiel um Platz drei gegen Ungarn mit 0:2 verloren. Am 17. Oktober 2007 erzielte gegen Dänemark sein erstes Länderspieltor. Momentan ist Gorkšs Kapitän der lettischen Nationalmannschaft.

## Sonstiges
Kaspars Gorkšs hat zwei Kinder. Seine Tochter Luīze wurde 2005 geboren und im Oktober 2007 folgte sein Sohn Patriks. Seine beiden Brüder Jorens und Rihards spielten ebenfalls für den FK Auda und sein Vater Juris Gorkšs ist der Präsident des Vereins.

## Titel und Erfolge
FK Ventspils
- Virslīga: 2006

FC Blackpool
- Sieger der Playoffs in der Football League One 2006/07

Queens Park Rangers
- Aufstieg in die Premier League 2010/11

FC Reading
- Football League Championship 2011/12
- Aufstieg in die Premier League 2012/13

Individuelle Auszeichnungen
- „Team of the Week“ der Football League Championship:  20. August 2007[5]
- „Team of the Week“ der Football League Championship: 1. Oktober 2007[7]
- „Team of the Week“ der Football League Championship: 25. Februar 2008
- „Team of the Week“ der Football League Championship: 10. März 2008
- „Team of the Week“ der Football League Championship: 27. September 2010
- Fußballer des Jahres in Lettland: 2009, 2010